# سنترال سی
اوکلی دامیان نیل اچ‌تی سزار سو (انگلیسی: Oakley Damian Neil HT Caesar-Su؛ زاده ۴ ژوئن ۱۹۹۸)، که با نام مستعار سنترال سی (انگلیسی: Central Cee) شناخته می‌شود، خواننده رپ و ترانه‌سرای بریتانیایی و اصالتا اهل آمریکای لاتین است. او در سال ۲۰۲۰ با انتشار تک آهنگ‌های «Day in the Life» و «Loading» به شهرت رسید. اولین آلبوم او «غرب وحشی» در ۱۲ مارس ۲۰۲۱ منتشر شد که در جدول آلبوم‌های بریتانیا رتبه دوم را کسب کرد. دومین آلبوم او، «۲۳» در ۲۵ فوریه ۲۰۲۲ منتشر شد و اولین بار در جدول آلبوم‌های بریتانیا قرار گرفت.

## اوایل زندگی
اوکلی نیل سزار سو در ۴ ژوئن ۱۹۹۸ در لدبروک گروو لندن از مادری ایرلندی و پدری گویانی با تبار چینی و متولد شد. او توسط مادرش در کنار دو برادر کوچکتر در شپردز بوش بزرگ شد. سزار سو هنگامی که به دیدار پدرش می‌رفت، به هیپ هاپ توجه خاصی داشت. سزار سو از ۱۴ سالگی شروع به ضبط موسیقی کرد و به مدت سه هفته در یک فروشگاه کفش کار کرد تا اینکه به‌دلیل ناراضی بودن از دستمزد خود، کارش را ترک کرد. سزار سو در نهایت برای کسب درآمد به فروش مواد مخدر روی آورد و اظهار داشت: «جایی که من می‌آیم، همه از هر طبقه‌ای، ۹ از ۱۰ نفر، مجبور بودند این کار را انجام دهند. این مانند یادگیری دوچرخه سواری است.»

## حرفه

### ۲۰۱۴–۲۰۱۹: آغاز حرفه
سزار سو اولین حضور عمومی خود را در یک قسمت حذف شده از مجموعه آتش در خیابان های چارلی اسلات در سال ۲۰۱۴ انجام داد، جایی که نام مستعار رپی «سنترال سی» را برگزید

### ۲۰۲۰–۲۰۲۱: موفقیت و آلبوم غرب وحشی
سنترال سی در سال ۲۰۱۹ با مدیربرنامهٔ خود، وای‌بیز ملاقات کرد و او را تشویق کرد که موسیقی را بیشتر دنبال کند. سنترال سی اولین آلبوم خود در مارس ۲۰۲۱ منتشر کرد که برای اولین بار در جدول آلبوم‌های بریتانیا رتبه دوم و در نمودار آلبوم‌های آر اند بی بریتانیا رتبه اول را کسب کرد.

### ۲۰۲۱–اکنون
در سپتامبر ۲۰۲۱، تک‌آهنگ «Obsessed with You» به رتبه ۴ در چارت تک‌آهنگ‌های بریتانیا رسید، پس از پیش‌نمایش در کنسرت‌ها و رسانه‌های اجتماعی، تک‌آهنگ «دوجا» او در ۲۱ ژوئیه ۲۰۲۲ همراه با یک موزیک ویدیو به کارگردانی کول بنت منتشر شد. این آهنگ به بالاترین آهنگ چارت کاری او تبدیل شد و در رتبه دوم جدول تک آهنگ‌های بریتانیا قرار گرفت. این آهنگ همچنین به رتبه ۱۲ در نمودار US Bubbling Under Hot 100 رسید. در ۱۴ اکتبر ۲۰۲۲، سنترال سی آلبوم سورپرایز خود «No More Leaks» را منتشر کرد که توسط تک آهنگ One Up که یک روز قبل منتشر شد، پشتیبانی می‌شد. در ۱۶ دسامبر ۲۰۲۲، او تک‌آهنگ «Let Go» را منتشر کرد که نمونه‌ای از تک آهنگ پسنجر «رهایش کن» بود و در جدول تک‌آهنگ‌های بریتانیا به رتبه ششم رسید. در سال ۲۰۲۲، سنترال سی اولین خواننده رپ بریتانیایی شد که در یک سال به ۱ میلیارد استریم اسپاتیفای دست یافت. در ۹ فوریه ۲۰۲۳، او تک آهنگ «من و تو» را منتشر کرد.

## هنر
سنترال سی با شروع کار خود با اجرای هیپ هاپ بریتانیایی، در سال ۲۰۱۶ به ژانر ترپ‌ویو روی آورد. در سال ۲۰۲۰، سنترال سی با انتشار تک آهنگ «Day in the Life» به سبکی مشابه یوکی دریل رفت و از آن زمان تا کنون بیشتر به آن سبک پایبند بوده و بیان می‌کند که سبک تنظیم خودکار بیش از حد اشباع شده‌است. سبک فعلی موسیقی او به عنوان یک رویکرد ملودیک و خوش‌بینانه به تمرین بریتانیا توصیف شده‌است.